# Eye in the Sky
Eye in the Sky fou el sisè àlbum de The Alan Parsons Project. Va ésser publicat el 1982. L'ull d'horus inclòs a la portada d'aquest treball s'ha convertit en un dels símbols més famosos del grup.
Algunes revistes consideren aquest treball com el més venut de la carrera de The Alan Parsons Project, mentre que d'altres consideren que és Ammonia Avenue el que té aquest honor.
Com a cantants hi van participar Eric Woolfson, David Paton, Chris Rainbow, Lenny Zakatek, Elmer Gantry i Colin Blunstone.
Eye in the Sky conté la cançó més reeixida del grup, del mateix nom, cantada per Eric Woolfson i que va assolir la posició número #3 a la llista Billboard.
Aquest àlbum també conté la peça instrumental "Sirius" que ha estat àmpliament utilitzada en esdeveniments esportius als Estats Units. Cal destacar que el tema servia per presentar els jugadors dels Chicago Bulls, durant l'era liderada per Michael Jordan, quan entraven a la pista. També l'utilitzaven com a entrada els Nebraska Cornhuskers, l'equip de futbol americà de la Universitat de Nebraska, i Ricky "The Dragon" Steamboat, un professional llegendari de lluita lliure.
L'any 2007 es va tornar a publicar amb una millora del so de 3 cançons: "Sirius", "Old and Wise" i "Silence and I"; i amb 3 cançons inèdites ("Any other day", "The Naked Eye" i "Eye Pieces").

## Llista de cançons
1. "Sirius" (instrumental) – 1:54
2. "Eye in the Sky" – 4:36 (Ull en el cel)
3. "Children of the Moon" – 4:51 (Nens de la lluna)
4. "Gemini" – 2:11
5. "Silence and I" – 7:19 (Silenci i jo)
6. "You're Gonna Get Your Fingers Burned" – 4:22 (Et cremaràs els dits)
7. "Psychobabble" – 4:51
8. "Mammagamma" (instrumental) – 3:34
9. "Step By Step" – 3:54 (Pas a pas)
10. "Old And Wise" – 4:55 (Vell i sabi)

Temes addicionals a la versió del 2007:
11. "Sirius" (demo) – 1:56
12. "Old And Wise" (veu d'Eric Woolfsonl) – 4:43 (Vell i savi)
13. "Any Other Day" (studio demo) – 1:42 (Qualsevol altre dia)
14. "Silence And I" (veu d'Eric Woolfson) – 7:33 (Silenci i jo)
15. "The Naked Eye" – 10:49 (L'ull nu)
16. "Eye Pieces" – 7:51 (Trosos d'ull)